# Nan Chao

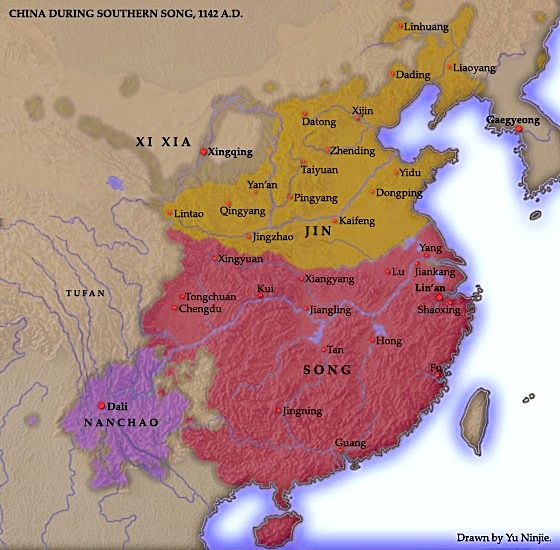
Ligging van Nan Chao (paars) en de rijken van de Song (rood) en de Jin (okergeel) in China, rond het jaar 1142.

Nan Chao of Nan Zhao is een historisch land in het zuidwesten van China, dat bevolkt werd door de Dai, een volk dat etnisch nauw verwant is aan de Thais in Zuidoost-Azië. In de 7e eeuw (Thaise geschiedschrijving 679) migreerden de Thais in het noordwesten van Tonkin verder naar het noordwesten. Dit bracht hen in de regio die nu Yunnan heet, alwaar ze een nieuwe staat stichtten.
Nan Chao breidde zijn macht uit en controleerde belangrijke handelsroutes, waaronder de zuidelijke zijderoute. Cultureel gezien was deze staat een voorloper van de latere staten in Laos (Sibsong Chutai, Muang Sawa), Thailand (Yonok) en Myanmar (Shan). Nan Chao was verantwoordelijk voor de verspreiding van het boeddhisme en het principe van de maharaja (koning). 

## Bestuur
Bestuurlijk was Nan Chao onderverdeeld in 10 prefecturen met de naam Kien. Verder organiseerden de koningen de bevolking en het leger in eenheden van 100, 1000 en 10.000. Ook de titel "chao" (prins) komt van oorsprong uit Nan Chao. 
Volgens Chinese geschiedschrijvers was het Nan Chao van het midden van de 9e eeuw een goed georganiseerde semi-militaristische staat, bevolkt door verschillende etnische groepen. De koning was heerser, en had een hof dat was onderverdeeld in "ministeries", die verantwoordelijk waren voor onder andere:
- Oorlog
- Bevolking en belasting
- Ontvangst van buitenlandse gasten
- Publieke werken

## Geschiedenis
De legers veroverden gebieden zo ver weg als het noorden van Thailand en Myanmar en zouden zelfs een expeditie tegen Chenla ondernomen hebben. In het noorden strekte de macht zich uit tot de grens met Tibet en met Sichuan, dat onder de Chinese Tang-dynastie stond. De Tibetanen zagen in Nan Chao een bondgenoot tegen de Tang-dynastie. Om de twisten tussen de Tang en Nan Chao te beëindigen, die de Chinese keizer veel geld kosten, liet een Chinese keizer de koning van Nan Chao met een van zijn dochters trouwen. De Tang-heersers, van gemengd Han-Chinese, Xianbei en Turkse afkomst, bouwden China uit tot een expansief rijk. De eerste keizers breidden de Chinese macht uit naar Korea en Centraal-Azië. De aanleg van het Grote Kanaal tussen het opkomende zuiden en het strategisch belangrijke noorden, de bouw van twee grote hoofdsteden en de groeiende binnenlandse en buitenlandse handel stimuleerden de economische ontwikkeling. De bevolking kon daardoor van 50 miljoen tot ongeveer 80 miljoen inwoners groeien. 
Volgens Chinese geschiedschrijvers zijn er in de jaren 650, 745 en 787 ambassadeurs vanuit Nan Chao ontvangen aan het hof van de Tang. Er zouden ook ambassades zijn gestuurd naar Tibet in de jaren 750 en 820.
Een van de koningen van Nan Chao, Pi Lo Ko (aangenomen wordt dat dit Khun Borom is, hij regeerde ongeveer van 729 - 746), veroverde onder andere de gebieden rond Sibsong Chutai. En stuurde zijn zoon Khun Lo om muang Sawa te besturen (voorloper van Lan Xang en de andere zoon van Khun Borom, khun Chaiyapongse, kwam naar het noorden van Thailand en vestigde daar het koninkrijk Yonok (Chiang Saen) in 773, met de hoofdstad bij Yonoka Nakorn (Chiang Saen). Dit was de voorloper van Lanna Thai en het eerste Thaise koninkrijk in het gebied dat nu bekendstaat als Thailand.
In 1253 werd Nan Chao veroverd door de Mongoolse keizer Koeblai Khan, stichter van de Yuandynastie. Het gebied werd als de provincie Yunnan aan Kublai Khans rijk toegevoegd. Veel etnische Thais vluchtten hierop naar het zuiden en vestigden zich in Lanna Thai en Sukhothai, gebieden die al door eerdere golven van Thaise migranten overspoeld waren. 

### Lijst van heersers
Er zijn 14 namen van koningen bekend uit deze periode:
- Se Luang (She Lung) of Nong Seh
- Hsi Nu Lo (Khun Luang) zoon van Se Luang
- Yen Ko, kleinzoon van Khun Luang
- Sheng Lo P'i, jongere broer van Yen Ko
- P'i Lo Ko (Khun Borom), zoon van Sheng Lo P'i
- Ko Lo Feng (Khun Luang Fa), geadopteerde zoon van Yen Ko (Ko Lo Feng had een zoon, Feng Chia I, maar die stierf voortijdig)
- I Mou Hsun, kleinzoon van Ko Lo Feng
- Chuan Lung Shen, zoon van Hsun Ko Chuan
- Chuan Li, jongere broer van Chuang Lung Shen
- Feng Yu, jongere broer van Chuang Lung Shen en Chuan Li
- Chiu Lung, zoon van Feng Yu
- Fa (Phra Chao Fa), zoon van Chiu Lung
- Shun Hua, zoon van Fa
- Tuan Ho Yu